# بيل طومسون الثالث
بيل طومسون الثالث (بالإنجليزية: Bill Thompson III)‏ هو عالم طيور وصحفي أمريكي، ولد في 3 مارس 1962، وتوفي في 25 مارس 2019 بسبب سرطان البنكرياس.